# Bruna Castagna
Bruna Castagna   (Bari, 15 d'octubre de 1896 - Pinamar, 10 de juliol de 1983) va ser una mezzosoprano italiana.

## Biografia
Va debutar al Teatre Social de Màntua el 1925 en el paper de Marina Mniscek de Boris Godunov de Modest Mússorgski.
El mateix any va actuar al Teatre Colón de Buenos Aires en papers secundaris (Zita a Gianni Schicchi, Bersi a Andrea Chénier, un pastor a Tosca, una vella a L'amore dei tre re, Amelfa a Il gallo d'oro). També el 1925 va representar el seu primer paper al Teatro alla Scala de Milà, on va actuar durant diverses temporades, tant en papers principals (Isabella a L'italiana in Algeri el 1933) com en papers menors.
Al Gran Teatre del Liceu de Barcelona va actuar en una única òpera, amb quatre representacions, fent el paper d'Amneris d'Aida la temporada 1929-1930. Va ser el desembre de 1929 i el gener de 1930, tenint com a companys de repartiment a Michele Fiore (el Rei), Josep Fernández (el Rei, el 5 de gener de 1930), Fidela Campiña (Aida), Aroldo Lindi (Radamès), Aníbal Vela (Ramfis) i Edmondo Grandini (Amonasro), entre d'altres, sota la direcció d'Alfredo Padovani.
El punt d'inflexió de la seva carrera va arribar el 1934 quan es va traslladar als Estats Units d'Amèrica, consolidant-se ràpidament com una de les mezzosopranos més importants de l'època en el repertori italià i francès. Els papers més importants van ser Amneris a Aida, Adalgisa a Norma, Laura a La Gioconda, Ulrica a Un ballo in maschera, Leonora a La Favorita, Carmen, Dalida a Samson et Dalila. Va actuar al Metropolitan Opera (MET) de Nova York, a San Francisco i a diferents països de l'Amèrica Llatina.
Es va retirar anticipadament de l'activitat artística l'any 1945, establint-se definitivament a l'Argentina. D'ella es poden sentir diversos enregistraments en directe del MET, reeditats en CD.
La seva germana Maria Castagna va ser també cantant d'òpera, amb el seu nom com a nom artístic o amb els de Marù Falliani, Marou Fallini o Maria Falliani. Aquesta contralt també va cantar al Gran Teatre del Liceu de Barcelona.

## Repertori
| Rol                    | Títol                | Autor            |
| ---------------------- | -------------------- | ---------------- |
| Adalgisa               | Norma                | Bellini          |
| Carmen                 | Carmen               | Bizet            |
| Leonora                | La favorita          | Donizetti        |
| Nonna                  | La vida breve        | Manuel de Falla  |
| Bersi Madelon          | Andrea Chénier       | Giordano         |
| La Strega di Marzapane | Hänsel und Gretel    | Humperdinck      |
| Lola Santuzza          | Cavalleria rusticana | Mascagni         |
| Carlotta               | Werther              | Massenet         |
| Anciana                | L'amore dei tre re   | Montemezzi       |
| Marcellina             | Les noces de Fígaro  | Mozart           |
| Fëdor Marina           | Boris Godunov        | Musorgskij       |
| La Cieca Laura Adorno  | La Gioconda          | Ponchielli       |
| Un pastorello          | Tosca                | Puccini          |
| Suzuki                 | Madama Butterfly     | Puccini          |
| Zita                   | Gianni Schicchi      | Puccini          |
| Amelfa                 | El gall d'or         | Rimskij-Korsakov |
| Isabella               | L'italiana in Algeri | Rossini          |
| Dalila                 | Samson et Dalila     | Saint-Saëns      |
| Mignon                 | Mignon               | Thomas           |
| Maddalena              | Rigoletto            | Verdi            |
| Azucena                | Il trovatore         | Verdi            |
| Ulrica                 | Un ballo in maschera | Verdi            |
| Preziosilla            | La forza del destino | Verdi            |
| Amneris                | Aida                 | Verdi            |
| Ortruda                | Lohengrin            | Wagner           |
| Erda                   | Das Rheingold        | Wagner           |
| Erda                   | Siegfried            | Wagner           |

## Discografia
- Aida - Cigna, Martinelli, Castagna, Morelli, Moscona - Dir. Panizza - Metropolitan, en directe 1937 ed. Mite
- Norma - Cigna, Martinelli, Castagna, Pinza - Dir. Panizza - Metropolitan, en directe 1937 ed. GOP
- Missa de Rèquiem de Verdi - Milanov, Kullman, Castagna, Moscona - Dir. Toscanini - Nova York, en directe 1938 ed. Arxipel
- La Gioconda - Milanov, Martinelli, Morelli, Castagna, Moscona - Dir. Panizza - Metropolitan, en directe 1939 ed. Mite
- Petite Messe Solennelle de Rossini - Ginster, Kullman, Castagna, Warren - Dir. Barbirolli - Carnegie Hall, en directe 1939 ed. Gremi
- Aida (selecció) - Milanov, Gigli, Castagna, Tagliabue - Dir. Panizza - Metropolitan, en directe 1939 ed. EJS/Distribució Lírica
- Missa de Rèquiem - Milanov, Castagna, Bjorling, Moscona - Dir. Toscanini - Carnegie Hall, en directe 1940 ed. Melodram
- Un ballo in maschera - Bjorling, Milanov, Svèd, Castagna, Andreva - Dir. Panizza - Metropolitan, en directe 1940 ed. Arkadia/Myto/GOP
- Aida - Martinelli, Roman, Castagna, Warren, Pinza - Dir. Panizza - Metropolitan, en directe 1941 ed. Cantis Classics
- Il trovatore - Bjorling, Greco, Castagna, Valentino, Moscona - Dir. Calusio - Metropolitan, en directe 1941 ed. Cítara/Arcàdia
- Un ballo in maschera - Martinelli, Roman, Bonelli, Castagna - Dir. Panizza - Metropolitan, en directe 1942 ed. EJS/Eklipse
- Rigoletto - Weede, Reggiani, Landi, Moscona - Dir. Panizza - Metropolitan en directe 1942 ed. Bongiovanni
- Aida - Milanov, Castagna, Martinelli, Bonelli, Cordon - Dir. Pelletier - Metropolitan, en directe 1943 ed. Cítara/GOP/Cantus Classics
- La Gioconda - Roman, Jagel, Warren, Castagna, Moscona - Dir. Cooper - Metropolitan, en directe 1945 ed. Gala
- Il trovatore - Baum, Milanov, Warren, Castagna, Moscona - Dir. Sodero - Metropolitan, en directe 1945 ed. Walhall